# (45300) Thewrewk
(45300) Thewrewk – planetoida z pasa głównego asteroid okrążająca Słońce w ciągu 5,46 lat w średniej odległości 3,1 j.a. Odkryli ją Krisztián Sárneczky i László Kiss 1 stycznia 2000 roku w Obserwatorium Piszkéstető. Aurél Ponori Thewrewk (ur. 1921) był dyrektorem Publicznego Obserwatorium Urania i Planetarium w Budapeszcie, honorowym prezydentem Węgierskiego Towarzystwa Astronomicznego oraz ekspertem w dziedzinie historii astronomii.